# Villagarzón
Villa Garzón é um município da Colômbia, localizado no departamento de Putumayo.